# Barrydale
Barrydale is een dorp met 4156 inwoners in de Zuid-Afrikaanse provincie West-Kaap. Barrydale behoort tot de gemeente Swellendam dat onderdeel van het district Overberg is.

## Subplaatsen
Het nationaal instituut voor de statistiek, Stats SA, deelt sinds de census 2011 deze hoofdplaats in in zogenaamde subplaatsen (sub place) c.q. slechts één subplaats: Barrydale SP.

## Kerken in Barrydale
Als in vele Zuid-Afrikaanse plaatsen zijn ook in Barrydale kerkgebouwen van verschillende denominaties.

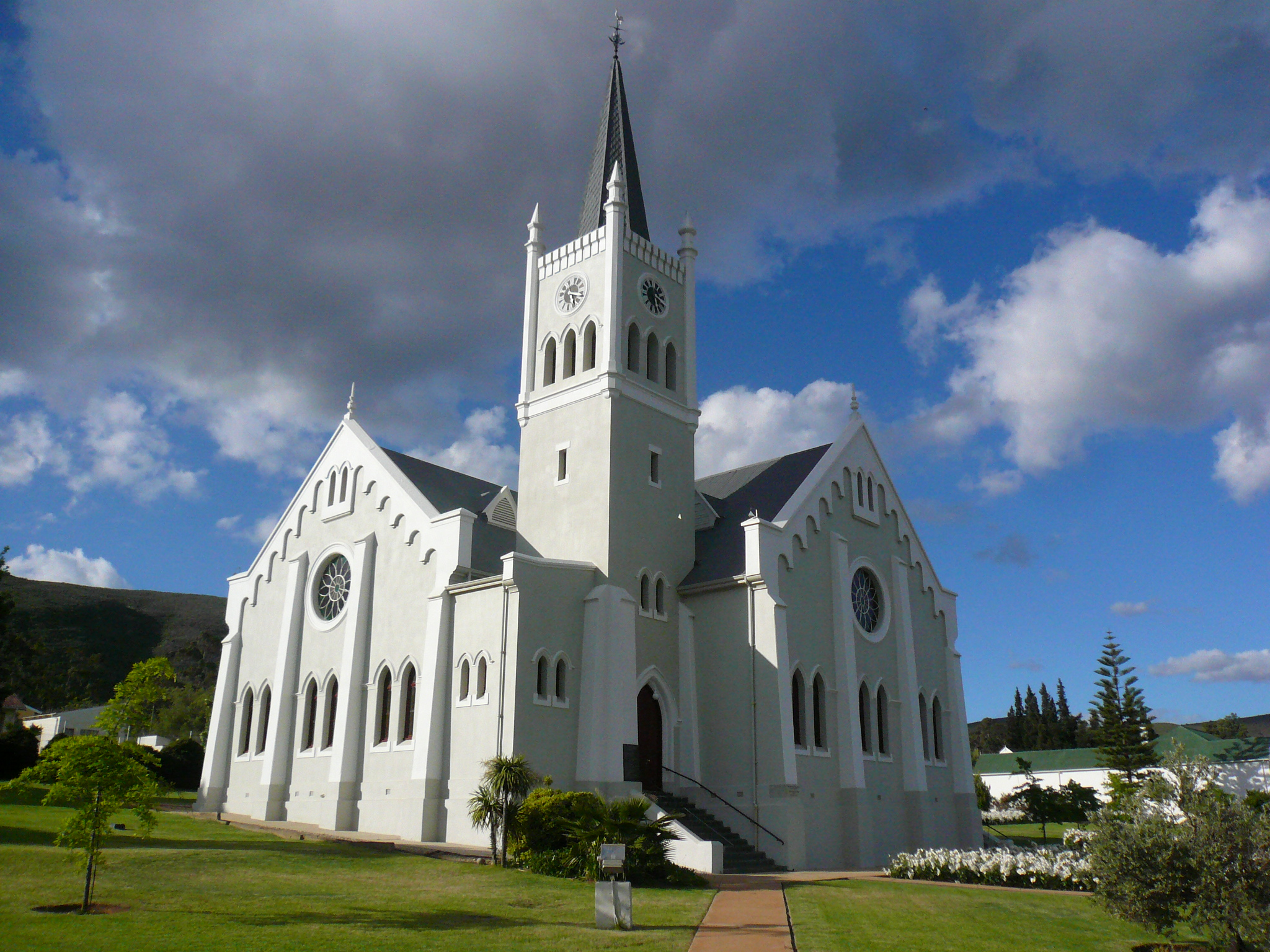
Nederduitse Gereformeerde Kerk (Barrydale)
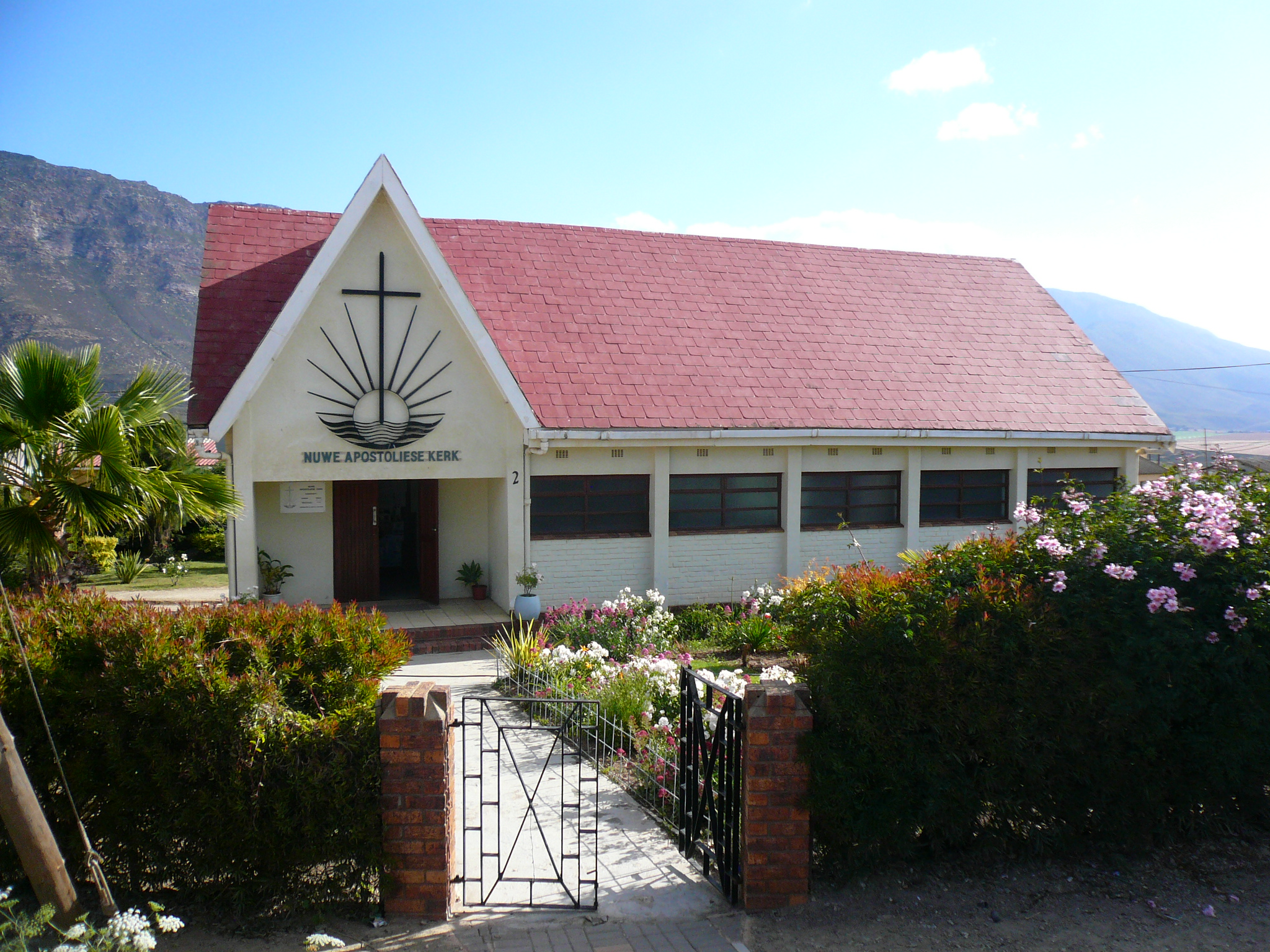
Nieuw Apostolische Kerk
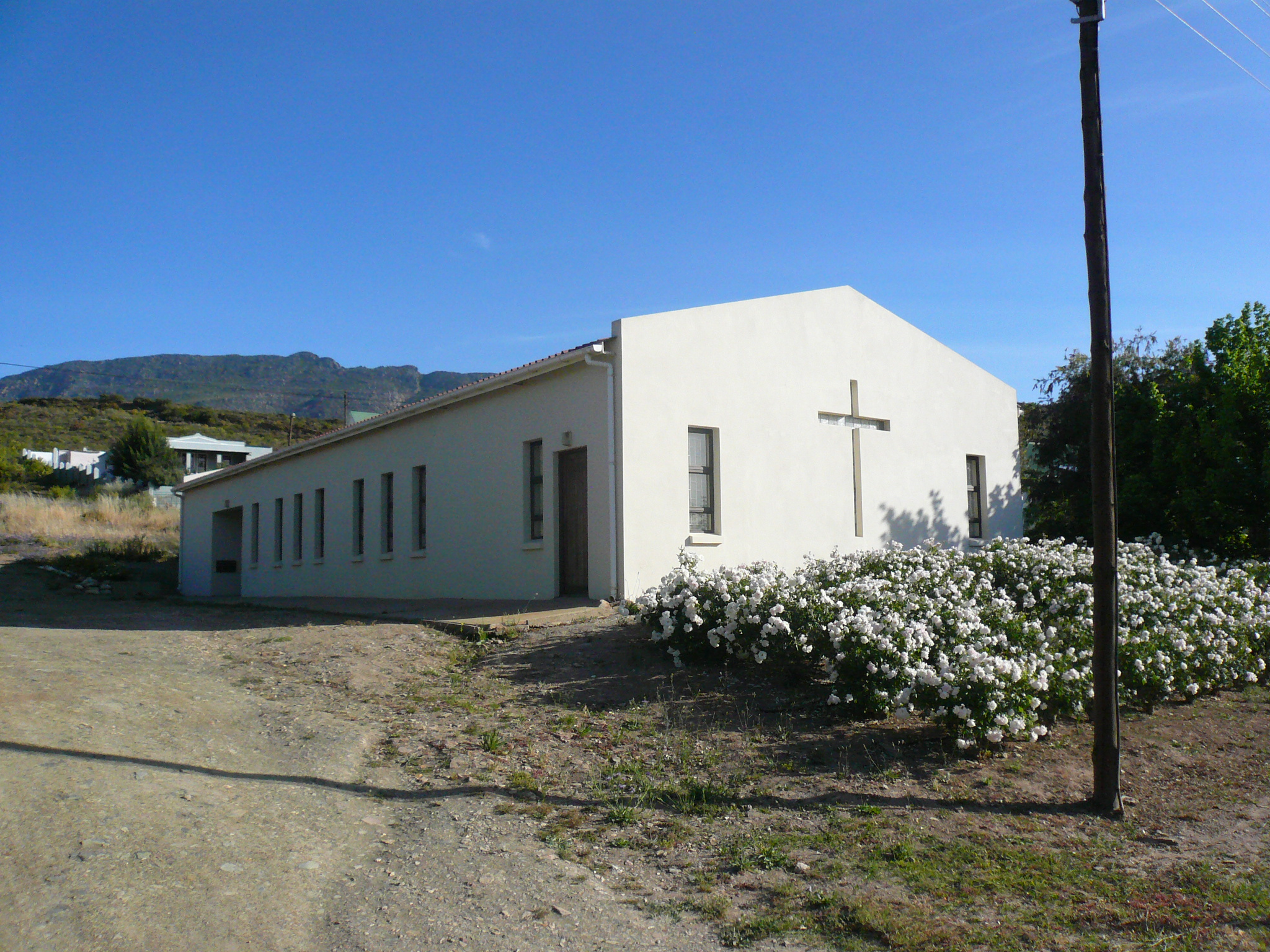
Evgl.-ref. Kerk van ZA
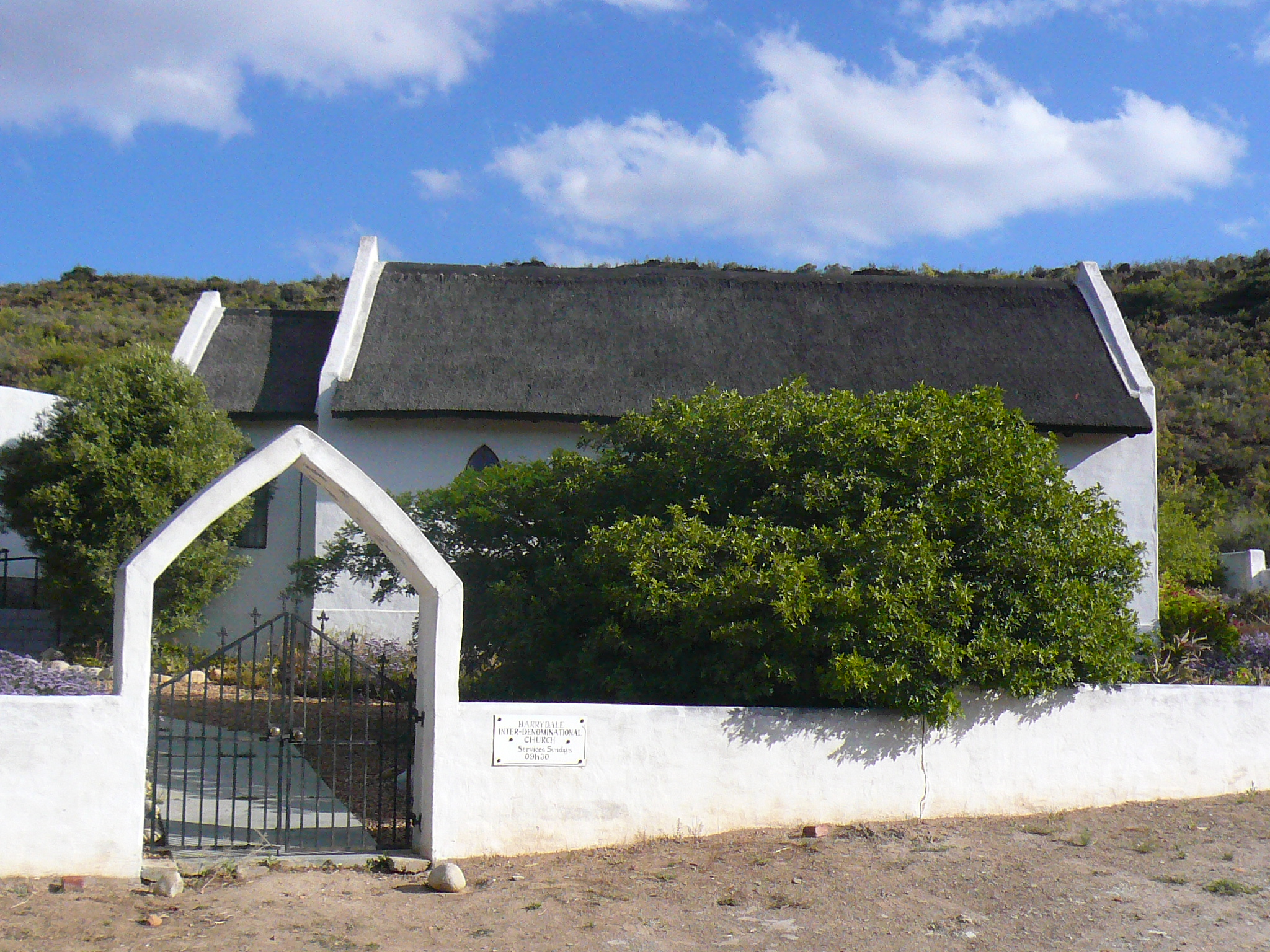
Interdenominationale Kerk

## Overige afbeeldingen

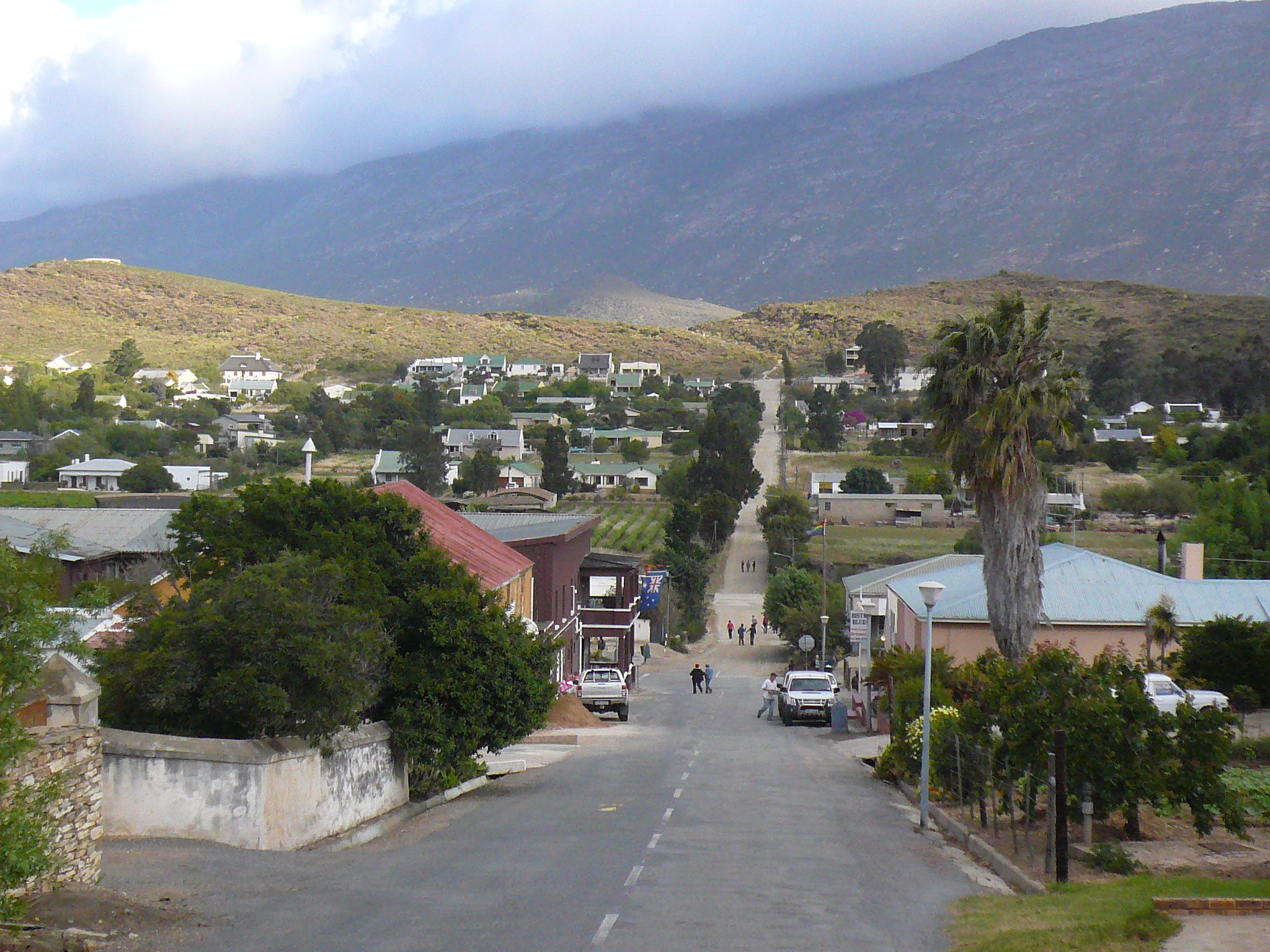
Barrydale
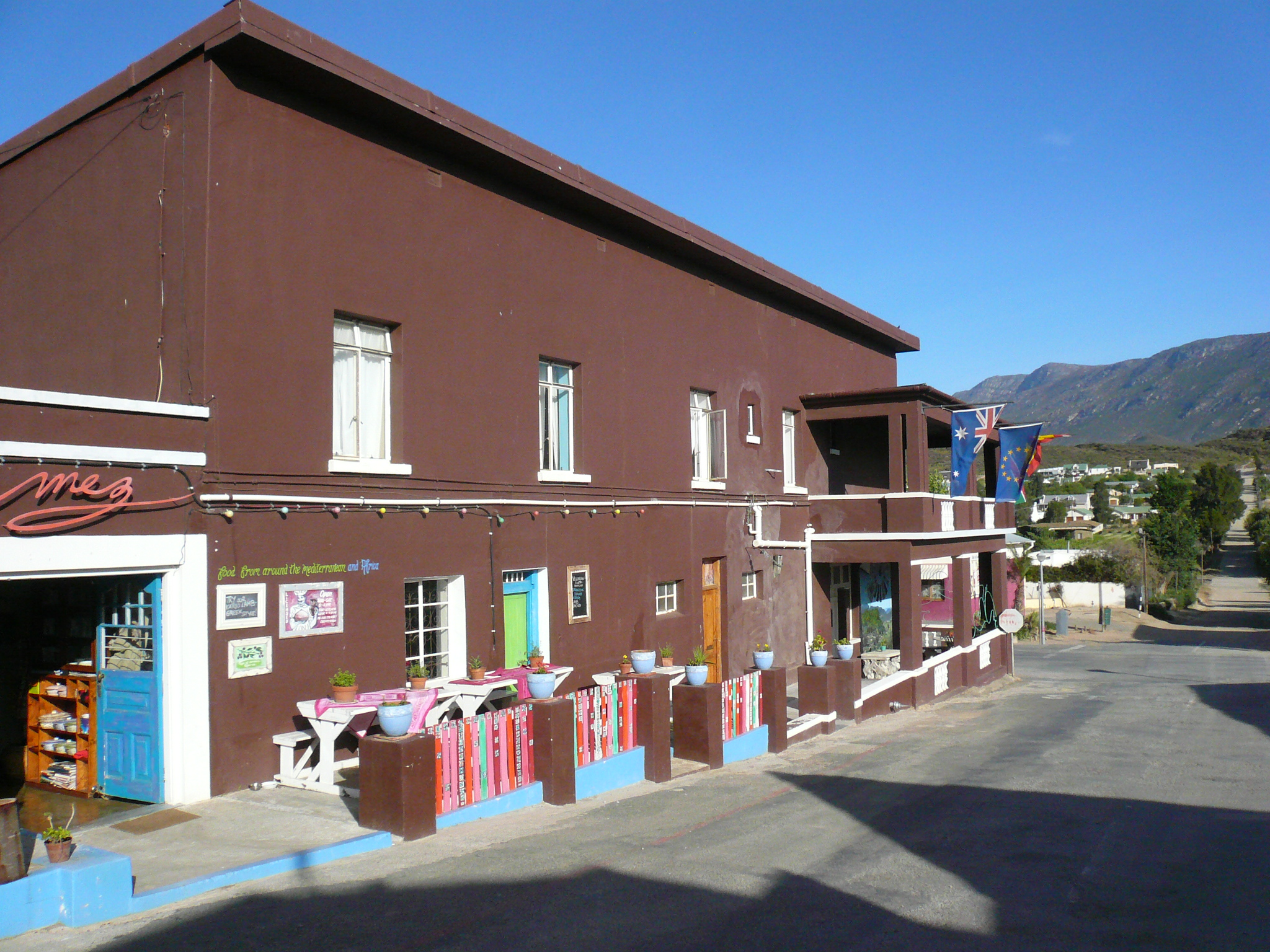
Karoo Hotel
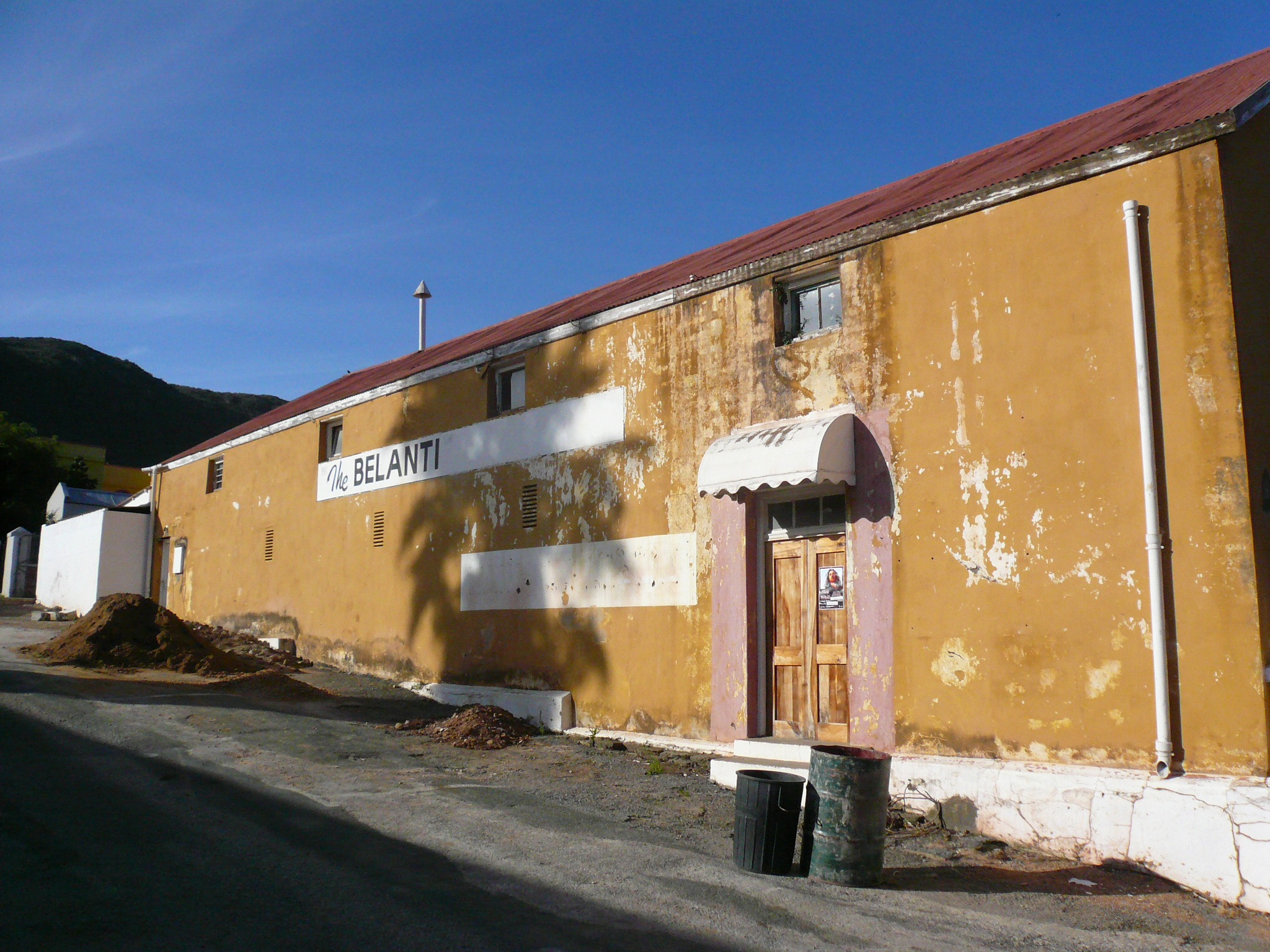
Belanti Kino
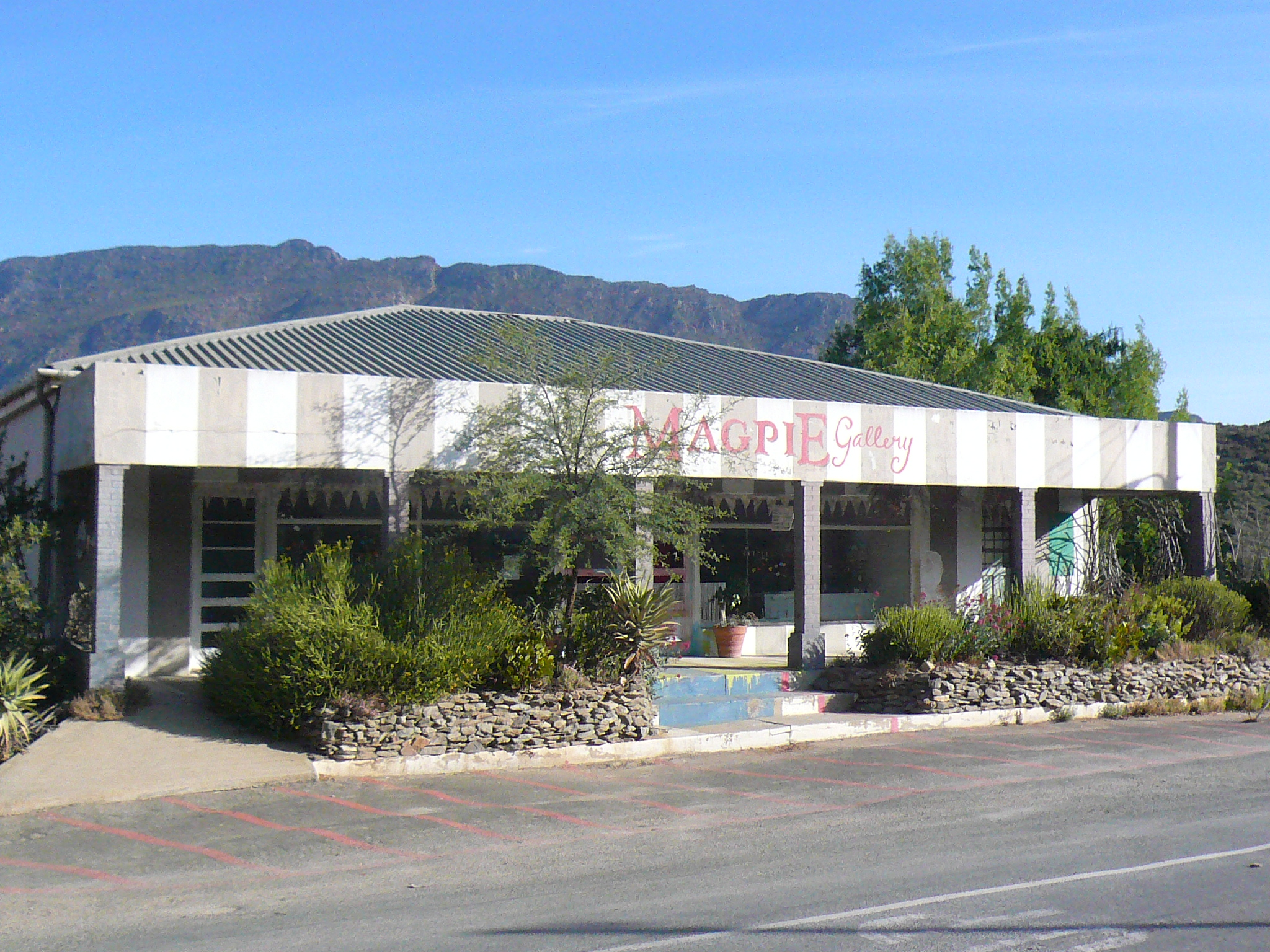
Magpie Kunstgalerie
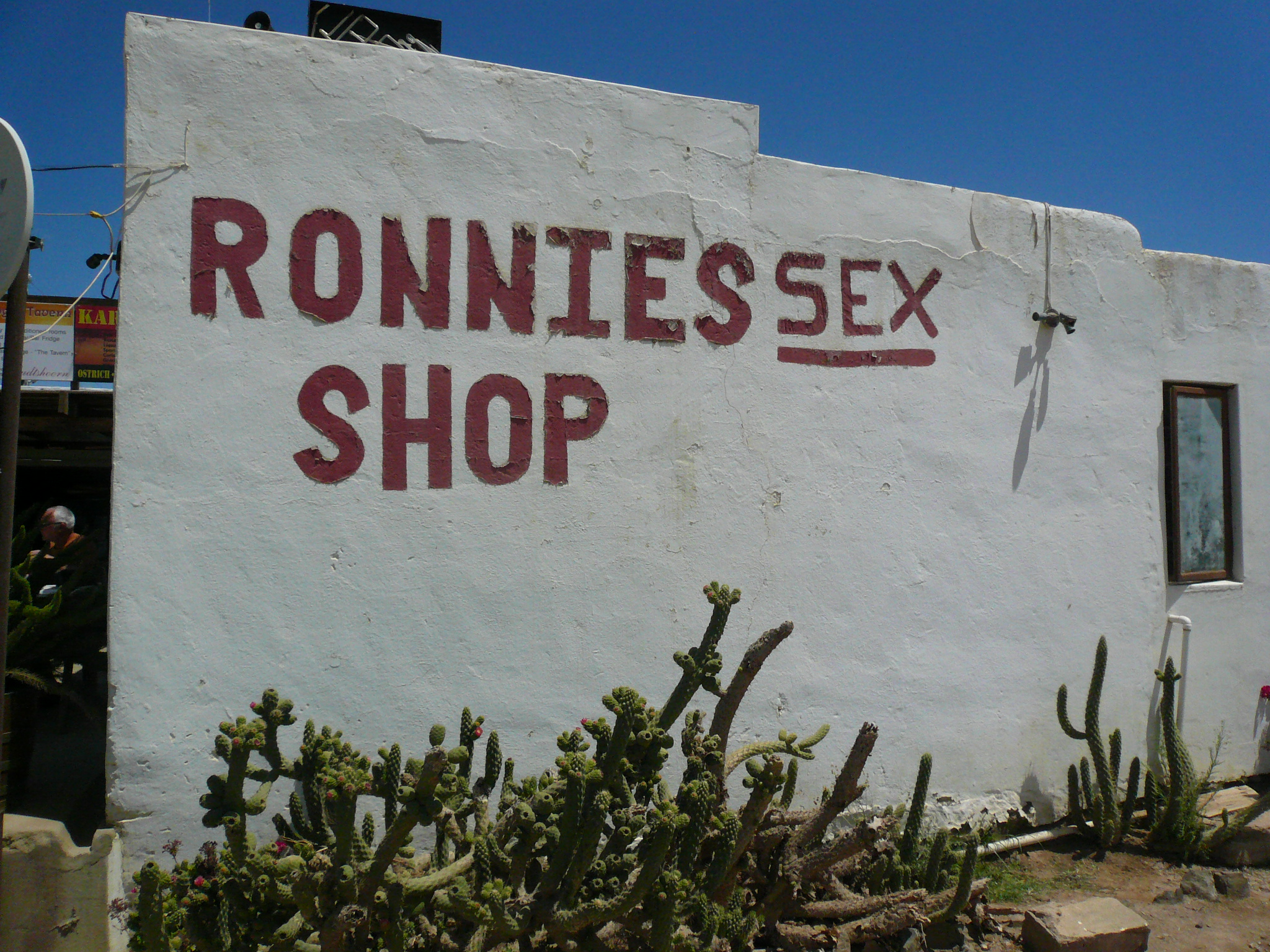
Ronnie's Sex Shop